# Чемпионат России по мини-футболу среди женщин 1995/1996
В четвёртом чемпионате России по мини-футболу среди женщин (высшая лига) принимало участие 12 команд. Помимо отобравшихся по спортивному принципу из первой лиги «Виктории» (Нижегородская область), МГУ и подмосковной «Надежды» (Воскресенск) в ряды сильнейших была включена и люберцкая «Снежана», ранее выступавшая в высшей футбольной женской лиге 1995. В результате люберчанки и стали чемпионками России. В чемпионате высшей лиги состоялось четыре тура (по два тура на каждый круг) — Фрязино (20-24 октября 1995 года), Люберцы (5-10 декабря 1995 года), Волгоград (15-18 марта, 1996 года), Москва (16-20 июня 1996 года).

## Итоговое положение команд
1. «Снежана» (Люберцы)
2. «Контур-Юниор» (Волгоград)
3. «Аврора» (Санкт-Петербург)
4. «Спорт-Исток» (Фрязино)
5. «Надежда» (Воскресенск, Московская область)
6. «Виктория» (Нижегородская область)
7. «Балтика» (Санкт-Петербург)
8. «Орлёнок» (Красноармейск, Московская область)
9. «Волжанка» (Саратов)
10. «Влада» (Владимир)
11. МГУ
12. «Глория» (Химки)

«Балтика» и «Глория» после двух туров снялись с чемпионата. В оставшихся играх им засчитаны технические поражения со счётом 0:3. После окончания чемпионата состоялись переходные игры за право играть в высшей лиге между «Владой» и победителем первой лиги — московским «Чертаново». По сумме двух игр (1:0 и 1:1) владимирки сохранили за собой место в классе сильнейших на будущий сезон.

## Ссылка
- К 20-летию женского мини-футбола России. 1995/96